# Медоносна пчела
Медоносна пчела (лат. Apis mellifera, Apis mellifica), остали називи: евро-афричка медоносна пчела, западна медоносна пчела, домаћа пчела, врста је пчеле која спада у ред хименоптера и подред апокрита. Од 20.000 познатих врста пчела, само шест до једанаест производи и складишти мед. Људи традиционално узгајају четири врсте, то су Apis mellifera ((европско-афричка) медоносна пчела), Apis florea (мала индијска пчела), Apis cerana и Apis dorsata (велика индијска пчела). Оне се гаје још из времена старог Египта. Распрострањена је по целом свету и једино се ова врста узгаја у кошницама. Истовремено, њене особине добро су познате па узгајивачи је називају домаћа пчела.
Западна медоносна пчела је била један од првих припитомљених инсеката и то је основна врста коју до данас узгајају пчелари, како за производњу меда, тако и за опрашивање. Уз људску помоћ, западна медоносна пчела сада заузима сваки континент осим Антарктика. Због распрострањеног узгоја ова је врста најважнији пољопривредни опрашивач у свету. Опстанку западне медоносне пчеле прете штеточине и болести, посебно гњиде Varroa и синдром пропасти пчелињих колонија. Према подацима из 2019. године, на црвеној листи IUCN западна медоносна пчела је наведена као врста са дефицитарним подацима, јер бројне студије показују да је врста претрпела значајан пад популације у Европи; међутим, није јасно да ли се то односи на смањење популације дивљих или доместикованих колонија. Потребна су даља истраживања како би се омогућило разликовање дивљих и недивљих колонија ради утврђивања статуса конзервације врсте у дивљини.

## Подела
Кожеников ову врсту медоносне пчеле дели на две подврсте: црну или тамну (Apis mellifera mellifica L.) и жуту (Apis mellifica faciata L.). Основа за ову поделу је боја пигмента кутикуле. Подврсте се деле на расе или сојеве, који имају називе према крају у ком су настали.
Медоносна пчела има четири основне расе одређене према боји пигмента кутикуле, кубитални индекс, дужини језика пчела радилица, склоности према природном ројењу, склоности према крађи, отпорности према болестима и сл. Те расе су:
1. тамна европска пчела
2. кавкаска сива пчела
3. италијанска пчела
4. крањска пчела

## Порекло и развој
Медоносна пчела је врста инсекта који потиче из југоисточне Азије (укључујући Филипине). Први трагови медоносне пчеле нађени су на фосилу од пре 40 милиона година током еокенског периода. Пре око 30 милиона година пчеле су развиле своју прву друштвену заједницу.
Медоносна, као најзаступљенија пчела, вероватно потиче из тропске Африке одакле се ширила према Европи и Азији. Назива се и западна пчела. Постоји много подврста које су се адаптирале на свој географски и климатски простор. 1622. године први европски колонисти доносе подврсту Apis mellifera mellifera у Америку. Амерички урођеници пчелу су називали „човеков бели лет“.

## Развојни циклус
| Тип      | Јаје       | Ларва           | Затворено легло | Лутка                                                     | Просечан развојни период (дана до изласка) | Почетак плодности | Дужина тела | Тежина на избијању |
| -------- | ---------- | --------------- | --------------- | --------------------------------------------------------- | ------------------------------------------ | ----------------- | ----------- | ------------------ |
| Матица   | до 3. дана | до 8. и по дана | 7. и по дан     | 8. дан до избијања                                        | 16. дан                                    | 23. дана и више   | 18—22 mm    | приближно 200 mg   |
| Радилица | до 3. дана | до 9. дана      | 9. дан          | 10. дан до избијања (11. или 12. дан последњег преливања) | 21. дан (домет: 18—22 дана)                | —                 | 12—15 mm    | приближно 100 mg   |
| Трут     | до 3. дан  | до 9. и по дана | 10. дан         | 10. дан до избијања                                       | 24 дана                                    | око 38 дана       | 15—17 mm    | приближно 200 mg   |

## Опште особине
Медоносна пчела живи у друштвима која су састављена од великог броја радилица, чији број варира од 20 до 80.000 јединки, једне матице и у сезони пчелиње паше од неколико стотина до неколико хиљада трутова — мужјака. Пчела као јединка је неспособна за живот и као таква брзо пропада.
Пчелиње друштво је чврсто изграђена заједница, у којој је посао складно распоређен. Сав рад појединца једино служи друштву, па се може упоредити са организмом где свака ћелија има своју функцију.

## Састав пчелињег друштва
Пчелиње друштво састоји се од женских (матица, радилице) и мушких (трутови) чланова друштва.

### Матица
Матица је једина полно зрела женка у пчелињем друштву, чији је задатак ношење јаја и тиме обезбеђивање опстанка друштва, као и држање пчелињег друштва на окупу путем феромона које лучи. Из оплођених јаја се развијају женке (радилице или матице), док из неоплођених се развијају мужјаци (трутови). Дневно матица може снети од 2500 до 5000 јаја.
Једно пчелиње друштво може да има само једну матицу. Уколико се деси да се излеже више матица, доћи ће до поделе друштва природним ројењем, или пак до сукоба међу матицама ривалкама, где ће најјача и најспособнија остати, што се дешава при тихој смени матица.
Матицу оплођавају трутови. Током живота матица излеће из кошнице само једном при парењу и, изузетно, ако дође до ројења. Оплођена матица полаже јаја у ћелије саћа. Из највећег броја јаја излегу се радилице, из малог броја трутови, а из неколико посебно уграђених матичњака матице.
Матица се од пчеле радилице разликује и по изгледу: њено тело је много дуже и трбушни део тела је отвореније (бронзане) боје, ноге су дуже, а леђа без длачица. На задњим ногама она нема корице за одлагање цветног праха (као радилице), а облик њене жаоке је другачији него код радилице.
Матица се у кошници креће у правцу кретања Сунца. Ујутро је на источном делу кошнице, у подне је између средишњих рамова, а увече на западној страни.

### Радилица
Радилица је полно неразвијена женка пчеле. Излеже се из оплођених јаја и од полагања јаја до излегања јединке прође 21 дан. Она обавља све послове у пчелињем друштву: храни легло, сакупља нектар, цветни прах, прополис (пчелињу смолу), гради саће, одржава температуру и влажност ваздуха у кошници, одржава чистоћу, брани кошницу од уљеза, храни и негује матицу, производи мед, млеч. Број радилица у друштву је променљив и зависи од расе пчела, годишњег доба, плодности матице. Дужина живота радилице је такође променљив и пре свега зависи од годишњег доба.

### Трут
Трут је полно развијен мужјак и у једној кошници их је од пет до шест стотина. Изузетно, може их бити и више хиљада. Излеже се из неоплођених јаја тзв. девичанским рађањем (партеногенезом). Циљ трута је спаривање са матицом. За разлику од женки они не поседују жаоку.
Нешто је већи од радилице, а мањи од матице. Служи углавном да одржава микроклиму у кошници, за оплођавање матице и за подршку радилицама у смислу сигурности. Ако се деси да излегне већи број трутова него што кошница може да издржава, радилице их избаце из кошнице, имају приступ и другим друштвима. Могу да комуницирају са трутовима из других кошница.
Не могу самостално да се хране, хране их радилице.

## Стан пчела
Пчеле опстају у мрачном простору који је заштићен од спољашњих негативних утицаја (топлоте, хладноће, влаге). Таква места у природи се налазе у шупљинама дрвећа, стена, у земљи. Пчеле које живе у таквим срединама називају се дивље пчеле. Оне се ни анатомски, ни морфолошки ни по инстинктима не разликују од пчела које узгаја човек. Човек пчелама једино пружа заштићен простор — кошницу — и ставља их под контролу њихових инстинкта.
Сва места у којима пчеле живе могу се, у ширем смислу, назвати кошницама. Према Светској пчеларској организацији, рачуна се да на свету има око 45 милиона кошница са пчелињим друштвима.
Да би могло да живи пчелиње друштво, оно у кошници изграђује свој стан. Стан мора да има отвор кроз који улазе, односно излазе пчеле и назива се лето. За борављење, развој и смештај резерве хране (меда и полена), пчеле од воска ког луче изграђују саће. Саће изграђују младе пчеле радилице од воска који је производ њихових воштаних жлезда. Саће је од шестоугаоних комора и служи као складиште меда, полена, перге или развој будућих генерација. Саће се дели на радиличко и трутовско саће.

## Пчеларство
Пчеларством се људи баве од давнина и оно спада у најстарија занимања људи. Од различитог броја инсеката, човек је изабрао да за своје потребе гаји једино пчеле, бумбаре и свилене бубе, у незнатном броју и неке друге. Пчеле се гаје готово на свим континентима и земљама света.
Медоносна пчела је колонијални инсект ког обично негују, хране и транспортују пчелари. Ти људи се још зову апитераписти и берачи меда.
Медоносна пчела сакупља нектар и складишти га као мед у свом саћу. Од нектара и меда пчела за себе ствара енергију и мишиће за летење, као и за загревање кошнице током зимског периода. Медоносне пчеле такође скупљају и полен који снабдева пчелу протеинима за раст. Током дугог неговања пчеле од стране човека, она је развила способност да произведе више меда него што је то друштву потребно.
Пчелари обично припреме место (кошницу) за друштво где ће оно живети и складиштити мед. Основне врсте кошница које се користе на простору бивше Југославије су: АЖ (Алберти-Жнидершичева), ДБ (Дадан-Блатова), ЛР (Лангстрот-Рутова) и полошка. Постоји још читав низ врста кошница које се користе. Углавном се ради о кошницама које су пчелари сами изумели мислећи да ће с њима лакше манипулисати и да ће имати бољи принос меда.
Модерне кошнице омогућавају пчеларима транспорт пчела, тј. пренос с једног поднебља на друго, у зависности од цветања одређене медоносне биљке.
У хладним поднебљима неки пчелари кошнице стављају у затворене просторе како би друштвима било лакше да презиме.

## Геном
Женске пчеле су диплоидне и имају 32 хромозома, док су мужјаци хаплоидни и имају само 16.
Од 28. октобра 2006, Конзорцијум за секвенцирање генома медоносне пчеле је у потпуности секвенцирао и анализирао геном Apis mellifera, западне медоносне пчеле. Од 2007. пажња је посвећена поремећају колапса колонија, опадању колонија западних медоносних пчела у бројним регионима.
Западна пчела је трећи инсект, после воћне мушице и комарца, чији је геном мапиран. Према научницима који су анализирали њен генетски код, медоносна пчела је настала у Африци и проширила се у Европу у две древне миграције. Научници су открили да су гени повезани са мирисом бројнији од оних за укус, и европска медоносна пчела има мање гена који регулишу имунитет од воћне мушице и комараца. Секвенца генома је такође открила да неколико група гена, посебно оних који се односе на циркадијални ритам, више личе на оне код кичмењака него код од других инсеката. Још једно значајно откриће из студије генома пчеле је да је западна медоносна пчела била први инсект који је откривен са функционалним системом метилације ДНК пошто су функционални кључни ензими (ДНК метилтрансфераза-1 и -3) идентификовани у геному. Метилација ДНК је један од важних механизама у епигенетици за проучавање експресије и регулације гена без промене секвенце ДНК, као и модификација активности ДНК. Касније је идентификовано да метилација ДНК игра важну улогу у регулацији гена и сплајсовању гена. Овај геном је необичан по томе што има мало транспозивних елемената, иако су они били присутни у еволуционој прошлости (пронађени су остаци и фосили) и еволуирали су спорије од оних код врста мува.
Од 2018. нова верзија генома пчеле је доступна на NCBI (Amel_HAv3.1, BioProject ID: PRJNA471592). Овај склоп садржи скеле пуне дужине хромозома, што значи да су подаци о секвенци за сваки хромозом суседни, а не подељени између више делова који се називају скеле. Постојање високо суседног референтног генома за врсту омогућава детаљнија истраживања еволуционих процеса који утичу на геном, као и прецизније процене, на пример, диференцијације између популација и разноликости унутар популација.
Важан процес који обликује геном медоносне пчеле је мејотичка рекомбинација, чија је стопа јако повишена код медоносних пчела и других друштвених инсеката из реда Hymenoptera у поређењу са већином других еукариотских врста осим гљива и протозоа. Разлог за повишене стопе рекомбинације код друштвених Hymenoptera није у потпуности схваћен, али једна теорија је да је то повезано са њиховим друштвеним понашањем. Повећана генетска разноликост која је резултат високих стопа рекомбинације могла би да учини раднице мање рањивим на паразите и олакша њихову специјализацију за различите задатке у колонији.

## Опасности и опстанак

### Паразити, болести и пестициди
Популације западне медоносне пчеле суочавају се са претњама за њихов опстанак, што доводи до све већег интереса за друге врсте опрашивача, као што је обични источни бумбар. Популације Северне Америке и Европе биле су озбиљно осиромашене инфестацијом Varroa гриња током раних 1990-их, а амерички пчелари су били додатно погођени поремећајем колапса колонија 2006. и 2007. године. Неке подврсте Apis mellifera показују природну хигијену осетљиву на вароу, на пример Apis mellifera lamarckii и Apis mellifera carnica. Побољшане узгојне праксе и хемијски третмани против Varroa гриња спасили су већину комерцијалних операција; нове расе пчела почињу да смањују зависност пчелара од акарицида. Популације дивљих пчела су се знатно смањиле током овог периода; полако се опорављају, првенствено у благим климатским условима, због природне селекције на отпорност на Varroa и поновног насељавања отпорних раса. Иако се генерално верује да су инсектициди такође осиромашили пчелиње популације, посебно када се користе преко упутстава на етикети, пошто пчелиње штеточине и болести (укључујући америчку гљивицу и трахеалне гриње) постају отпорне на лекове, истраживања у овом погледу нису била коначна. Студија о утицају инсектицида на бази неоникотиноида из 2012. године показала је „одсуство ефекта примећених у теренским студијама при реалним дозама на терену.“ Нова студија из 2020. године открила је да неоникотиноидни инсектициди утичу на развојну стабилност медоносних пчела, посебно хаплоидних мужјака, који су подложнији неоникотиноидима од диплоидних женки. Студија из 2020. такође је открила да хетерозиготност може играти кључну улогу у смањењу изложености инсектицидима.